# Roestvleugelspecht
De roestvleugelspecht (Piculus simplex) is een vogel uit de familie Picidae (spechten).

## Verspreiding en leefgebied
Deze soort komt voor van Honduras tot Panama.